# Campionatele Mondiale de Natație

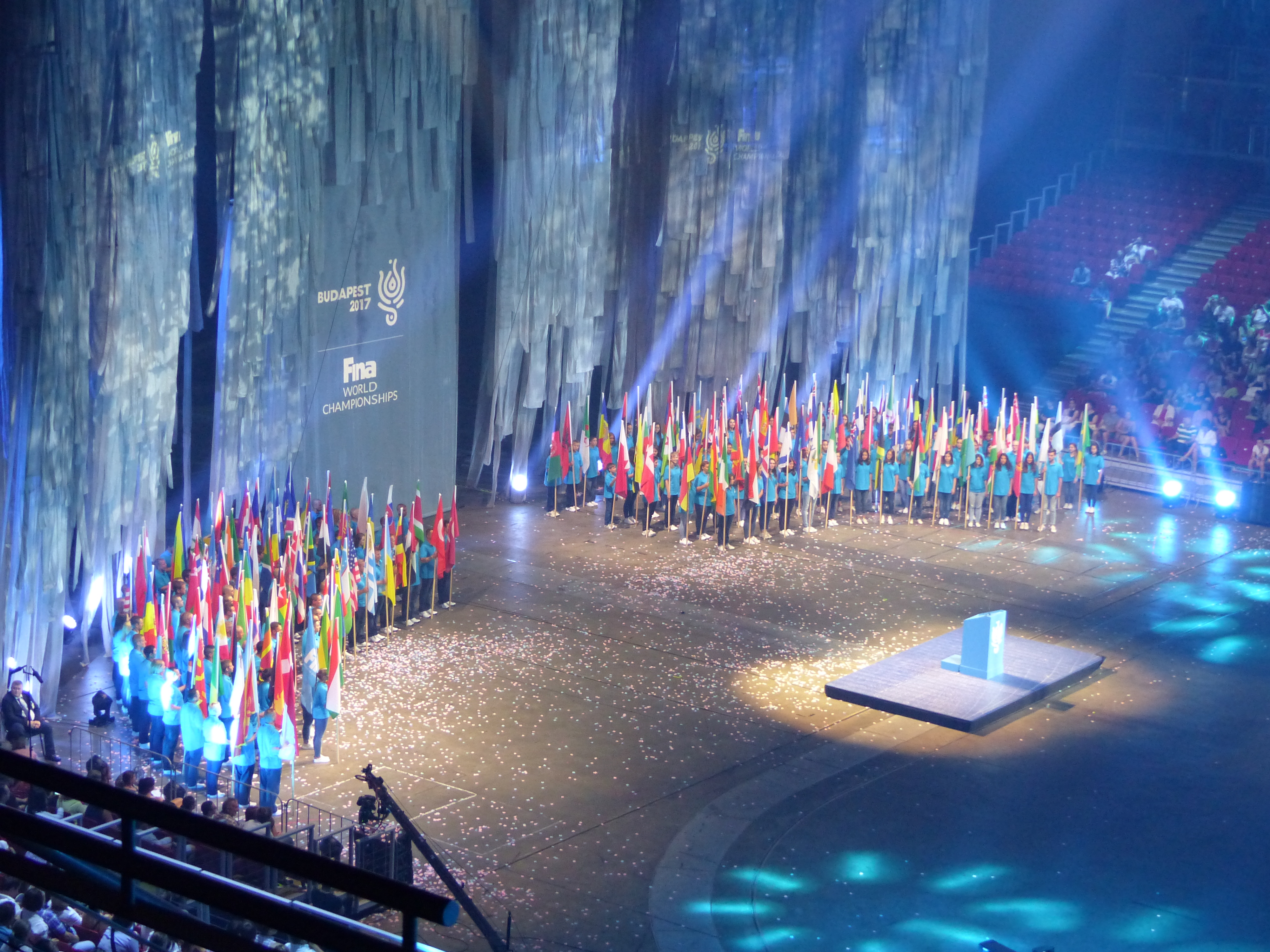
Campionatele Mondiale de Natație 2017

Campionatele Mondiale de Natație sunt Campionatele Mondiale pentru sporturi acvatice: înot, înot sincron, sărituri în apă, înot în ape deschise și polo pe apă. Sunt conduse de Federația Internațională de Natație (FINA), iar toate probele de înot sunt disputate într-un bazin lung (50 de metri).
Competiția a avut loc pentru prima dată în 1973 la Belgrad, Iugoslavia, iar acum are loc la fiecare doi ani. Din 1978 până în 1998, Campionatele Mondiale au avut loc la fiecare patru ani, în anii pari dintre anii olimpici de vară. Din 2001 până în 2019, Campionatele au avut loc o dată la doi ani, în anii impari.
Din cauza efectelor pandemiei de Covid-19, programarea atât a Jocurilor Olimpice, cât și a Campionatelor între 2019 și 2025 a devenit oarecum neregulată, Campionatele Mondiale neavând loc în Japonia în 2021 pentru a găzdui Jocurile Olimpice de vară întârziate din 2020, iar apoi amânate din nou până în 2023 din cauza problemelor legate de pandemie din Japonia. Drept urmare, a fost anunțată o ediție extraordinară a evenimentului pentru 2022 la Budapesta, Ungaria, pentru a nu lăsa un decalaj de patru ani între Campionatele Mondiale. 
La competiție pot participa sportivi din cei 209 membri FINA. În 2019, s-au stabilit recorduri pentru cele mai multe țări participante, cu 192 de membri, și cei mai mulți sportivi participanți, cu 2.623 de sportivi.

## Ediții
| An   | Perioadă                     | Campionat              | Loc                          | Sportivi | Probe                     |
| ---- | ---------------------------- | ---------------------- | ---------------------------- | -------- | ------------------------- |
| 1973 | 31 august – 9 septembrie     | CM de Natație din 1973 | Belgrad, Iugoslavia          | 686      | 18 (m), 19 (f)            |
| 1975 | 19 iulie – 27 iulie          | CM de Natație din 1975 | Cali, Columbia               | 682      | 18 (m), 19 (f)            |
| 1978 | 18 august – 23 august        | CM de Natație din 1978 | Berlin, Germania de Vest     | 828      | 18 (m), 19 (f)            |
| 1982 | 29 iulie – 8 august          | CM de Natație din 1982 | Guayaquil, Ecuador           | 848      | 18 (m), 19 (f)            |
| 1986 | 13 august – 23 august        | CM de Natație din 1986 | Madrid, Spania               | 1.119    | 19 (m) 22 (f)             |
| 1991 | 3 ianuarie – 13 ianuarie     | CM de Natație din 1991 | Perth, Australia (1)         | 1.142    | 21 (m) 24(f)              |
| 1994 | 1 septembrie – 11 septembrie | CM de Natație din 1994 | Roma, Italia (1)             | 1.400    | 21 (m) 24(f)              |
| 1998 | 8 ianuarie – 17 ianuarie     | CM de Natație din 1998 | Perth, Australia (2)         | 1.371    | 26 (m) 29(f)              |
| 2001 | 16 iulie – 29 iulie          | CM de Natație din 2001 | Fukuoka, Japonia (1)         | 1.498    | 29 (m) 32 (f)             |
| 2003 | 12 iulie – 27 iulie          | CM de Natație din 2003 | Barcelona, Spania            | 2.015    | 29 (m) 33 (f)             |
| 2005 | 16 iulie – 31 iulie          | CM de Natație din 2005 | Montreal, Canada             | 1.784    | 29 (m) 33 (f)             |
| 2007 | 18 martie – 1 aprilie        | CM de Natație din 2007 | Melbourne, Australia         | 2.158    | 29 (m) 36 (f)             |
| 2009 | 19 iulie – 2 august          | CM de Natație din 2009 | Roma, Italia (2)             | 2.556    | 29 (m) 36 (f)             |
| 2011 | 16 iulie – 31 iulie          | CM de Natație din 2011 | Shanghai, China              | 2.220    | 29 (m) 36 (f)             |
| 2013 | 19 iulie – 4 august          | CM de Natație din 2013 | Dubai, Emiratele Arabe Unite | 2.293    | 30 (m) 37 (f) 1 (mixt)    |
| 2015 | 24 iulie – 9 august          | CM de Natație din 2015 | Kazan, Rusia                 | 2.400    | 30 (m) 37 (f) 8 (mixt)    |
| 2017 | 14 iulie – 30 iulie          | CM de Natație din 2017 | Budapesta, Ungaria (1)       | 2.360    | 30 (m) 37 (f) 8 (mixt)    |
| 2019 | 12 iulie – 28 iulie          | CM de Natație din 2019 | Gwangju, Coreea de Sud       | 2.623    | 30 (m) 38 (f) 8 (mixt)    |
| 2022 | 18 iunie – 3 iulie           | CM de Natație din 2022 | Budapesta, Ungaria (2)       | 2.034    | 29 (m) 37 (f) 8 (mixt)    |
| 2023 | 14 – 30 iulie                | CM de Natație din 2023 | Fukuoka, Japonia (2)         | 2.392    | 31 (m), 33 (f), 11 (mixt) |
| 2024 | 2 – 18 februarie             | CM de Natație din 2024 | Doha, Qatar                  |          |                           |
| 2025 |                              | CM de Natație din 2025 | Kallang, Singapore           |          |                           |
| 2027 |                              | CM de Natație din 2027 | Budapesta, Ungaria           |          |                           |

## Tabelul medaliilor
Actualizat după CM de Natație din 2023
| Loc | Țară              | Aur | Argint | Bronz | Total |
| --- | ----------------- | --- | ------ | ----- | ----- |
| 1.  | Statele Unite     | 293 | 240    | 182   | 715   |
| 2.  | China             | 184 | 116    | 94    | 394   |
| 3.  | Australia         | 110 | 115    | 85    | 310   |
| 4.  | Rusia             | 105 | 73     | 62    | 240   |
| 5.  | RDG               | 51  | 44     | 27    | 122   |
| 6.  | Italia            | 48  | 52     | 69    | 169   |
| 7.  | Ungaria           | 42  | 33     | 31    | 106   |
| 8.  | Germania          | 41  | 62     | 70    | 173   |
| 9.  | Franța            | 32  | 33     | 33    | 98    |
| 10. | Regatul Unit      | 32  | 32     | 56    | 120   |
| 11. | Canada            | 28  | 53     | 65    | 146   |
| 12. | Țările de Jos     | 19  | 38     | 34    | 91    |
| 13. | Suedia            | 19  | 20     | 17    | 56    |
| 14. | Japonia           | 18  | 48     | 77    | 143   |
| 15. | Brazilia          | 17  | 15     | 18    | 50    |
| 16. | Uniunea Sovietică | 16  | 28     | 28    | 72    |
| 17. | Spania            | 13  | 37     | 31    | 81    |
| 18. | Africa de Sud     | 13  | 7      | 16    | 36    |
| 19. | Ucraina           | 12  | 18     | 28    | 58    |
| 20. | RFG               | 8   | 7      | 12    | 27    |
| 21. | Polonia           | 6   | 11     | 9     | 26    |
| 22. | România           | 5   | 2      | 7     | 14    |
| 23. | Danemarca         | 4   | 8      | 8     | 20    |
| 24. | Grecia            | 4   | 6      | 8     | 18    |
| 25. | Zimbabwe          | 4   | 5      | 0     | 9     |
| 26. | Tunisia           | 4   | 3      | 4     | 11    |
| 27. | Lituania          | 4   | 2      | 3     | 9     |
| 28. | Serbia            | 4   | 2      | 1     | 7     |
| 29. | Finlanda          | 3   | 2      | 2     | 7     |
| 30. | Croația           | 2   | 3      | 4     | 9     |

## Multiplii medaliați cu aur
Caracterele aldine indică sportivii activi și cel mai mare număr de medalii.
| Poz | Sportiv               | Țară          | Sex | Disciplină    | Din  | Până la | Aur | Argint | Bronz | Total |
| --- | --------------------- | ------------- | --- | ------------- | ---- | ------- | --- | ------ | ----- | ----- |
| 1   | Michael Phelps        | Statele Unite | M   | Înot          | 2001 | 2011    | 26  | 6      | 1     | 33    |
| 2   | Svetlana Romașina     | Rusia         | F   | Înot artistic | 2005 | 2019    | 21  | –      | –     | 21    |
| 3   | Katie Ledecky         | Statele Unite | F   | Înot          | 2013 | 2022    | 19  | 3      | –     | 22    |
| 4   | Natalia Ișcenko       | Rusia         | F   | Înot artistic | 2005 | 2015    | 19  | 2      | –     | 21    |
| 5   | Ryan Lochte           | Statele Unite | M   | Înot          | 2005 | 2015    | 18  | 5      | 4     | 27    |
| 6   | Svetlana Kolesnicenko | Rusia         | F   | Înot artistic | 2011 | 2019    | 16  | –      | –     | 16    |
| 7   | Caeleb Dressel        | Statele Unite | M   | Înot          | 2017 | 2022    | 15  | 2      | –     | 17    |
| 8   | Alla Șișkina          | Rusia         | F   | Înot artistic | 2009 | 2019    | 14  | –      | –     | 14    |
| 9   | Anastasia Davidova    | Rusia         | F   | Înot artistic | 2001 | 2011    | 13  | 1      | –     | 14    |
| 10  | Alexandra Pațkevici   | Rusia         | F   | Înot artistic | 2009 | 2017    | 13  | –      | –     | 13    |